# تاراس میشچوک
تاراس میشچوک (اوکراینی: Тарас Вікторович Міщук؛ زادهٔ ۲۲ ژوئیهٔ ۱۹۹۵) ورزشکار اهل اوکراین است.
وی در مسابقات کشوری و بین‌المللی در مجموع برندهٔ ۱ مدال طلا، ۱ مدال نقره، ۴ مدال برنز شده‌است.